# Gårtjärnet (Ödskölts socken, Dalsland)
Gårtjärnet är en sjö i Bengtsfors kommun i Dalsland och ingår i Göta älvs huvudavrinningsområde.